# Lennart Bossu
Lennart Bossu, né le 10 juillet 1980, est un musicien belge connu pour sa participation dans les groupes Amenra, Oathbreaker, Living Gates ou Predatory Void.

## Biographie
Lennart Bossu est né le 10 juillet 1980,. Il commence la guitare à l'âge de 13 ans. Il joue dans les groupes Firestone et Liar,.
En 2008, il rejoint le groupe de post-metal belge Amenra,, ainsi que le groupe No Recess qui se sépare la même année. Il fonde alors le groupe Oathbreaker avec Gilles Demolder et Caro Tanghe.
Il participe en 2009 avec Amenra à l'enregistrement de l'EP Afterlife,.
En 2020, Lennart Bossu avec Wim Coppers (Oathbreaker, Wiegedood), Aaron Rieseberg (Yob) et Levy Seynaeve (Amenra, Wiegedood) forme le groupe de death metal Living Gates. Ils sortent leur premier EP Deathlust le 12 juin 2020 sur le label Relapse Records.
Lennart Bossu compose la quasi intégralité de l'album d'Amenra, De Doorn qui parait en 2021. Composer pour cet opus a été un moyen pour lui de faire le deuil du groupe Oathbreaker qui est alors en hiatus. Il déclare d'ailleurs plus tard au magazine New Noise que : « [Oathbreaker ne va] Nulle part ! Je me suis mis à composer De Doorn peu de temps après que Oathbreaker ne devienne inactif. En un sens ça a été ma manière de faire le deuil de toutes les perspectives que j'avais avec ce groupe après quatorze ans ensemble. »
C'est lors de la période de confinement causée par la pandémie de Covid-19 que le guitariste, incapable de tourner ou de faire d'autres activités à cause des restrictions, a commencé à composer des morceaux qui donneront naissance à Predatory Void.

## Discographie

### Amenra

#### Albums studio
- 2012 : Mass V
- 2017 : Mass VI
- 2021 : De Doorn

#### EPs et singles
- 2009 : Afterlife
- 2011 : Amenra / The Black Heart Rebellion (Split)
- 2011 : Amenra / Hive Destruction (Split)
- 2011 : Amenra / Oathbreaker (Split)
- 2012 : Amenra / Hessian (Split)
- 2012 : Live (Live album)
- 2014 : Live II (Live album)
- 2016 : Alive (Live album)
- 2017 : Nachtschade / Bohr (Split)
- 2020 : De Zotte Morgen (Single)
- 2020 : Mass VI Live (Live album)
- 2020 : Acoustic Live (Vivid) (Live album)
- 2020 : The Summoning (Single)
- 2020 : Het Dorp / De Zotte Morgen (EP)
- 2021 : Song to the Siren (Single)
- 2021 : Day Is Done (Single)
- 2022 : De doorn (Version 2)
- 2022 : Songs of Townes Van Zandt Vol. III (Split)

### Oathbreaker

#### Albums studio
- 2011 : Mælstrøm
- 2013 : Eros|Anteros
- 2016 : Rheia

#### EP et singles
- 2008 : Oathbreaker
- 2011 : Brethren Bound By Blood 3/3 (avec Amenra)
- 2016 : An Audiotree Live Session
- 2020 : Ease Me and 4 Interpretations

### Living Gates

#### EP et singles
- 2020 : Deathlust

### Predatory Void

#### Albums studio
- 2023 : Seven Keys to the Discomfort of Being

#### EP et singles
- 2023 : *(struggling...)
- 2023 : Endless Return to the Kingdom of Sleep
- 2023 : Grovel
- 2023 : Funerary Vision